# فابیو بایا
فابیو بایا (به پرتغالی: Fábio Júnior Nascimento Santana) هافبک اهل برزیل است که در شهر Senhor do Bonfim-BA و در تاریخ ۲ نوامبر ۱۹۸۳ به دنیا آمده‌است.
فابیو بایا در تیم‌های فوتبال Vila Nova-GO سابقهٔ حضور دارد.